# 荆钗
用来固定头发的工具，呈针状，材料多为小荆棘条或者树枝，表面磨至光滑并稍做些雕刻等修饰。
多为中国古代普通百姓妇女所用，因为没有余钱去购买昂贵的金钗银钗，但是又需要用具去固定头发。
参考：
南戏剧本 《荆钗记》
《太平御览》卷七百十八引《列女传》：“梁鸿妻孟光，荆钗布裙。” 
南朝·宋·虞通之《为江敩让尚公主表》：“年近将冠，皆已有室，荆钗布裙，足得成礼。”